# Brakland
Brakland er en dansk spillefilm fra 2018 instrueret af Martin Skovbjerg Jensen.

## Handling
"Brakland" er et ungdomsdrama, med sort humor og høj energi. Det er historien om teenagerne Bjarke, Simon samt Clara og deres skrøbelige og skelsættende venskab. Det er også en film om det første rigtige venskab mellem to 16-årige.
Martin Skovbjergs spillefilmsdebut Brakland er optaget på Langeland og Fyn i sommeren 2017.
Manuskriptet er baseret på en original historie af Christian Gamst Miller-Harris (tv-serien Bedrag og Oscar-vindende kortfilm Helium). Snowglobe har samlet holdet, herunder DoP David Gallego (Slangens favntag), lyddesigner Gunnar Oskarsson (Sparrows) og medproducenterne - colombianske Ciudad Lunar (Slangens favntag) samt islandske Pegasus Pictures (Sparrows). Reel Pictures distribuerer filmen i biografer i Danmark, Bio Paradis i Island og Mer Film i Norge. Filmen er støttet af DFI og FilmFyn.